# جيم بيري (لاعب كرة قاعدة)
جيم بيري (بالإنجليزية: Jim Perry)‏ هو لاعب كرة قاعدة أمريكي، ولد في 30 أكتوبر 1935 في ويليامستون في الولايات المتحدة.

## وصلات خارجية
- جيم بيري على موقعبيزبول رفرنس.كوم (الدوري الرئيسي) (الإنجليزية)
- جيم بيري على موقع جمعية أبحاث البيسبول الأمريكية (الإنجليزية)
- جيم بيري على موقع مشجعي الرسوم البيانية (الإنجليزية)
- جيم بيري على موقع قاعة كارولاينا الشمالية للمشاهير الرياضية (الإنجليزية)